# 北緯78度線
北緯78度線（ほくい78どせん）は、地球の赤道面より北に78度の角度を成す緯線。北極内部にあり、大西洋、北極海、ヨーロッパ、アジア、北アメリカを通過する。
この緯度の下では、4月19日頃から8月24日頃までの約4ヶ月間は白夜になり、10月27日頃から2月15日頃までの約3ヶ月半の間は極夜になる。

## 通過する地域一覧
北緯78度線は、本初子午線から東に向かって以下の場所を通っている。
| 地理座標                                               | 国土・領土・領海     | 備考                                                                |
| ------------------------------------------------------ | -------------------- | ------------------------------------------------------------------- |
| 北緯78度0分 東経0度0分 / 北緯78.000度 東経0.000度      | 大西洋               | グリーンランド海                                                    |
| 北緯78度0分 東経13度39分 / 北緯78.000度 東経13.650度   | ノルウェー           | スヴァールバル諸島 - スピッツベルゲン島                             |
| 北緯78度0分 東経18度25分 / 北緯78.000度 東経18.417度   | Storfjorden          |                                                                     |
| 北緯78度0分 東経21度8分 / 北緯78.000度 東経21.133度    | ノルウェー           | スヴァールバル諸島 - エッジ島                                       |
| 北緯78度0分 東経23度16分 / 北緯78.000度 東経23.267度   | バレンツ海           |                                                                     |
| 北緯78度0分 東経67度48分 / 北緯78.000度 東経67.800度   | カラ海               |                                                                     |
| 北緯78度0分 東経99度35分 / 北緯78.000度 東経99.583度   | ロシア               | セヴェルナヤ・ゼムリャ諸島 - ボリシェヴィク島                       |
| 北緯78度0分 東経100度23分 / 北緯78.000度 東経100.383度 | カラ海               |                                                                     |
| 北緯78度0分 東経103度24分 / 北緯78.000度 東経103.400度 | ラプテフ海           | Maly Taymyr島（ ロシア）のちょうど南を通過。                        |
| 北緯78度0分 東経123度15分 / 北緯78.000度 東経123.250度 | 北極海               |                                                                     |
| 北緯78度0分 西経114度43分 / 北緯78.000度 西経114.717度 | カナダ               | ノースウエスト準州 - ブロック島                                     |
| 北緯78度0分 西経114度19分 / 北緯78.000度 西経114.317度 | ウィルキンス海峡     |                                                                     |
| 北緯78度0分 西経114度43分 / 北緯78.000度 西経114.717度 | カナダ               | ノースウエスト準州 - ブロック島 ヌナブト準州 - マッケンジーキング島 |
| 北緯78度0分 西経109度36分 / 北緯78.000度 西経109.600度 | グスタフ・アドルフ海 |                                                                     |
| 北緯78度0分 西経105度19分 / 北緯78.000度 西経105.317度 | マクレーン海峡       |                                                                     |
| 北緯78度0分 西経102度51分 / 北緯78.000度 西経102.850度 | デニッシュ海峡       | キングクリスチャン島（ヌナブト準州、 カナダ）のちょうど北を通過。   |
| 北緯78度0分 西経100度47分 / 北緯78.000度 西経100.783度 | カナダ               | ヌナブト準州 - エルフリングネース島                                 |
| 北緯78度0分 西経99度2分 / 北緯78.000度 西経99.033度    | ハッセル海峡         |                                                                     |
| 北緯78度0分 西経97度28分 / 北緯78.000度 西経97.467度   | カナダ               | ヌナブト準州 - アマンドリングネス島                                 |
| 北緯78度0分 西経95度1分 / 北緯78.000度 西経95.017度    | ノルウェー湾         |                                                                     |
| 北緯78度0分 西経87度50分 / 北緯78.000度 西経87.833度   | バウマン・フィヨルド |                                                                     |
| 北緯78度0分 西経85度24分 / 北緯78.000度 西経85.400度   | カナダ               | ヌナブト準州 - エルズミーア島                                       |
| 北緯78度0分 西経75度48分 / 北緯78.000度 西経75.800度   | ネアズ海峡           |                                                                     |
| 北緯78度0分 西経72度18分 / 北緯78.000度 西経72.300度   | グリーンランド       | 本土及びJøkelbugten島                                               |
| 北緯78度0分 西経18度52分 / 北緯78.000度 西経18.867度   | 北極海               | グリーンランド海                                                    |